# Берат (султански акт)
 Тази статия е за султанския акт.  За града в Албания вижте Берат.  
Берат (османски: ‏برات) е акт на султана на Османската империя, издаван под формата на указ или грамота за назначаване на служба, с който се предоставят или потвърждават права и привилегии (най-често от стопански или финансов характер).
Бератът носи султанския знак тугра и се подновява (подменя) с възкачването на всеки нов султан. В този случай се говори за текдид-и берат/ تجديد برات .